# Stay (chanson de David Guetta)
Pour les articles homonymes, voir Stay.
Singles de David Guetta
Money
(2004) The World Is Mine
(2005)
Stay est une chanson du DJ français David Guetta. Il s'agit du deuxième titre extrait de l'album Guetta Blaster. David Guetta est en featuring avec le chanteur américain Chris Willis.
Le single est sorti dans les bacs en France en août 2004.
La chanson est construit principalement d'un seul couplet et d'un refrain qui revient régulièrement tout au long de la chanson.

## Paroles et Traductions
"Stay" signifie "Rester" en anglais : le thème de la chanson parle une fois de plus de l'amour, on retrouve dans la chanson des passages comme "Se sentir dans tes baisers", "Car tu me donnes une raison de rester". La chanson parle du contact physique qu'il y'a entre lui et son amour.

## Clip vidéo
Le clip vidéo a été visionné plus d'un million de fois sur YouTube. Le clip a été tourné en Espagne, tout au long du clip, on suit l'histoire d'un jeune couple.

## Classement par pays
| Pays                          | Meilleure position |
| ----------------------------- | ------------------ |
| France                        | 18                 |
| Suisse                        | 82                 |
| Belgique Flandre              | 10                 |
| Belgique Wallonie             | 19                 |
| Espagne                       | 11                 |
| France Club 40 Diffusion club | 4                  |

## Formats et Liste des pistes
CD-Single Virgin (EMI)	20/09/2004
- 1. 	Stay		3:11
- 2. 	David Guetta feat. Chris Willis and Mone - Money 3:05
- 3. 	Stay (Remix Edit) 3:26
- 4. 	David Guetta - Money (Dancefloor Killa Remix) 7:07

Extras :
- Money (Video)

12" Maxi Virgin / Gum records 2004
- 1. 	David Guetta - Stay (Fuzzy Hair Remix) 7:15
- 2. 	David Guetta - Stay (Le Knight Club Remix) 6:20